# Fédération de Serbie de basket-ball
La Fédération de Serbie de Basket-ball (Košarkaški Savez Srbije ou KSS) est une association, fondée en 1936, chargée d'organiser, de diriger et de développer le basket-ball en Serbie, d'orienter et de contrôler l'activité de toutes les associations ou unions d'associations s'intéressant à la pratique du basket-ball. Elle est considérée comme la descendante directe de la Fédération de Yougoslavie de basket-ball.
La KSS représente le basket-ball auprès des pouvoirs publics ainsi qu'auprès des organismes sportifs nationaux et internationaux et, à ce titre, la Serbie dans les compétitions internationales. Elle défend également les intérêts moraux et matériels du basket-ball serbe. Elle est affiliée à la Fédération internationale de basket-ball amateur (FIBA) depuis 1936.

## La fédération héritière des autres fédérations
À la suite de l'éclatement du pays, l'équipe de Yougoslavie est dissoute en 1992. Deux ans après, en 1994, une nouvelle équipe uniquement composée de joueurs serbes et monténégrins voit le jour, l'équipe de la République fédérale de Yougoslavie qui prendra le nom d'équipe de Serbie-et-Monténégro en février 2003.
Puis, à la suite de la proclamation de l'indépendance du Monténégro, la Fédération de Serbie-et-Monténégro de football a été dissoute, cédant ainsi la place à deux fédérations nationales distinctes, la fédération de Serbie et la Fédération du Monténégro de basket-ball. Il existe donc depuis deux équipes nationales : celle de Serbie, et celle du Monténégro.